# Tira (Israele)
Tira (in arabo: الطـّيرة al-Tira, in ebraico: טִירָה), letteralmente "il forte") è una città prevalentemente araba nel Distretto Centrale di Israele. Parte del Triangolo, una concentrazione di città e villaggi arabi israeliani adiacenti alla Linea Verde, Tira è vicina a Kfar Saba, una città ebraica più grande, ed è ben conosciuta dai suoi vicini per il suo mercato settimanale all'aperto, così come per la sua cucina araba. Nel 2016 aveva una popolazione di 25.268 abitanti.